# Drosophila recticilia
Drosophila recticilia este o specie de muște din genul Drosophila, familia Drosophilidae, descrisă de Hardy și Kaneshiro în anul 1968. Conform Catalogue of Life specia Drosophila recticilia nu are subspecii cunoscute.